# Tibau do Sul
Tibau do Sul is een gemeente in de Braziliaanse deelstaat Rio Grande do Norte. De gemeente telt 11.707 inwoners (schatting 2009).

## Aangrenzende gemeenten
De gemeente grenst aan Arês, Canguaretama, Goianinha, Senador Georgino Avelino en Vila Flor.